# Kord z Henrykowa koło Szprotawy

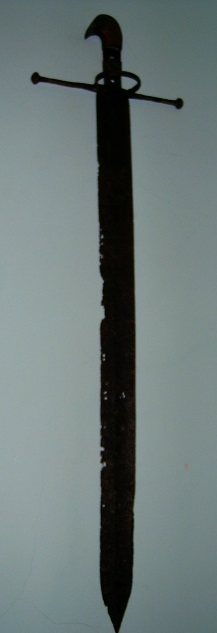
Kord z XV/XVI wieku w Muzeum Ziemi Szprotawskiej

Kord ze Szprotawy – kord z początku XVI wieku, odnaleziony podczas prac ziemnych przy budowie szpitala w Henrykowie koło Szprotawy, stanowiący interesujący przykład przejściowej formy kordu, ewoluującego w kierunku broni głównie siecznej. Znajduje się w zbiorach Muzeum Ziemi Szprotawskiej.
Kord ma długość 91,5 cm, z tego na głownię przypada 78,5 cm (w tym na pióro – 19,3 cm). Jelec ma długość 25 cm i szerokość 2 cm (przy trzpieniu). Głowica ma wysokość 5,3 cm, szerokość 4,5 cm, przy trzpieniu grubość 2,5 cm, a przy dziobie – 4,2 cm. Głownia jest szeroka i ciężka, wklęsło-szlifowana; konstrukcja wskazuje, że była to przede wszystkim broń sieczna, zbliżona formą i funkcją do mieczy landsknechtów, tak zwanych katzbalgerów, w odróżnieniu od których jest jednosieczna. Tylko przy sztychu broń jest zaostrzona także od strony grzbietowej na długości 19,3 cm. Głowicę o dziobowatym kształcie wykonano z blachy zwiniętej w pożądany kształt i zamocowanej na trzpieniu za pomocą wewnętrznych wkładek i lutowania miedzią. Długi, prosty jelec ma z jednej strony obłęk; ramiona jelca mają grubość 1,2 cm (szersze końcówki – 2 cm). Trzpień ma jednostronne wgłębienie, w którym wybite są otwory do zamocowania okładzin, co jest rozwiązaniem typowym dla średniowiecznej broni śląskiej. Znaki (siedmiolistne kwiaty) wybite na głowni, niegdyś prawdopodobnie wypełnione mosiądzem, nie mają znanych analogów, więc nie można określić warsztatu wytwórcy.
Broń jest bardzo dobrze zachowana, prawdopodobnie dzięki przepaleniu w pożarze. Jest szczególnie interesująca ze względu na cechy ilustrujące ewolucję kordów w kierunku broni siecznej, oraz rękojeści broni białej w kierunku bardziej rozbudowanej i zabudowanej. Bardzo zbliżone rękojeści szabel węgierskich z początku XVI wieku wskazują na podobny czas powstania broni. Najważniejszą przesłanką do datowania na pierwszą ćwierć XVI wieku jest wyobrażenie praktycznie identycznego kordu na płycie nagrobnej komtura Zygmunta von Keltsch z bazyliki w Strzegomiu. Nagrobek pochodzi z 1531, został wykonany za życia właściciela, a staranność odwzorowania broni wskazuje, że jej modelem mógł być autentyczny kord używany przez komtura, choć była to broń szczególnie charakterystyczna dla mieszczan. Także egzemplarz ze Szprotawy jest bronią wysokiej jakości, starannie wykonaną. Nieznane są okoliczności jej zagubienia koło Henrykowa – łączenie jej z krótkotrwałym konfliktem z początku XVI wieku między mieszczanami Szprotawy a rycerską rodziną von Kittlitz jest wysoce niepewne.